# RIZIN.30
Yogibo presents RIZIN.30（ヨギボー・プレゼンツ・ライジン・サーティー）は、日本の総合格闘技団体「RIZIN」の大会の一つ。
2021年9月19日に埼玉県さいたま市さいたまスーパーアリーナで開催された。

## 概要
6月のRIZIN.28とRIZIN.29で1回戦が行われた「RIZIN FIGHTING JAPAN GRAND-PRIX 2021 バンタム級トーナメント」の2回戦4試合が行われた。
第6試合終了後の休憩前に石渡伸太郎の引退セレモニーが行われた。
また、大会の模様は、地上波ではフジテレビ(関東ローカル)で9月24日(金)深夜24:55～26:25に放送された。

## 対戦カード
第1試合 キックボクシングルール 46.5kg契約ワンマッチ 3分3R
○  ぱんちゃん璃奈 vs.  百花 ×
3R終了 判定3-0
第2試合 MMAルール 66.0kg契約ワンマッチ 5分3R
○  昇侍 vs.  鈴木千裕 ×
1R 0:20 KO（左フック→パウンド）
第3試合 MMAルール 66.0kg契約ワンマッチ 5分3R
○  太田忍 vs.  久保優太 ×
3R終了 判定3-0
第4試合 MMAルール 66.0kg契約ワンマッチ 5分3R
×  佐々木憂流迦 vs.  堀江圭功 ○
3R終了 判定0-3
第5試合 MMAルール 71.0kg契約ワンマッチ 5分3R
×  武田光司 vs.  矢地祐介 ○
3R終了 判定0-3
第6試合 女子MMAルール 49.0kg契約（スーパーアトム級）ワンマッチ 5分3R
○  浜崎朱加 vs.  藤野恵実 ×
3R終了 判定3-0
第7試合 RIZIN FIGHTING JAPAN GP 2021 バンタム級トーナメント 2回戦 5分3R
×  元谷友貴 vs.  瀧澤謙太 ○
1R 2:27 TKO（スタンドパンチ連打）
※瀧澤がトーナメント準決勝進出。
第8試合 RIZIN FIGHTING JAPAN GP 2021 バンタム級トーナメント 2回戦 5分3R
○  扇久保博正 vs.  大塚隆史 ×
3R終了 判定3-0
※扇久保がトーナメント準決勝進出。
第9試合 RIZIN FIGHTING JAPAN GP 2021 バンタム級トーナメント 2回戦 5分3R
○  井上直樹 vs.  金太郎 ×
3R終了 判定3-0
※井上がトーナメント準決勝進出。
第10試合 RIZIN FIGHTING JAPAN GP 2021 バンタム級トーナメント 2回戦 5分3R
○  朝倉海 vs.  アラン“ヒロ”ヤマニハ ×
3R終了 判定3-0
※朝倉がトーナメント準決勝進出。